# Maria Teresa de Filippis
Maria Teresa de Filippis (Nàpols, 11 de novembre de 1926 – Scanzorociate, Bèrgam, 8 de gener de 2016) va ser una pilot de curses automobilístiques italiana que va arribar a disputar curses de Fórmula 1. Va ser la primera dona que va participar en una cursa a la història de la F1. Més endavant vindrien Lella Lombardi, Divina Galica, Desiré Wilson i Giovanna Amati.
Després d’acabar en segona posició al campionat italià de vehicles esportius de 1954, Maserati la va fitxar com a pilot d’obres, i començà a competir amb els seus cotxes.
Va debutar a la segona cursa de la temporada 1958 (la novena temporada de la història) del campionat del món de la Fórmula 1, disputant el 18 de maig del 1958 el GP de Mònaco al Circuit de Montecarlo. El mateix any acabaria desena al Gran Premi de Bèlgica. Va participar en cinc curses puntuables pel campionat de la F1, disputades en dues temporades diferents (1958 - 1959).
Va deixar l'esport el 1959 i va formar una família. El 1979 va entrar a formar part del Club Internacional de pilots del Gran Premi de F1, del qual fou vicepresidenta a partir de 1997. També fou presidenta del Maserati Club.

## Resultats
En total, al llarg de dues temporades va participar en set grans premis, classificant-se per tres dels cinc dels que comptaven amb el títol.
| Any  | Equip                    | Xassís             | Motor    | 1       | 2       | 3   | 4   | 5      | 6   | 7   | 8   | 9       | 10      | 11  | Posició | Punts |
| ---- | ------------------------ | ------------------ | -------- | ------- | ------- | --- | --- | ------ | --- | --- | --- | ------- | ------- | --- | ------- | ----- |
| 1958 | Maria Teresa de Filippis | Maserati           | Maserati | ARG     | MON NVQ | HOL | 500 | BEL 10 | FRA | GBR | ALE |         | ITA Ret | MAR | -       | 0     |
| 1958 | Scuderia Centro Sud      | Maserati           | Maserati |         |         |     |     |        |     |     |     | POR Ret |         |     | -       | 0     |
| 1959 | Dr Ing F Porsche KG      | Jean Behra-Porsche | Porsche  | MON NVQ | 500     | HOL | FRA | GBR    | ALE | POR | ITA | USA     |         |     | -       | 0     |

### Resum
| Curses: | Victòries: | Pòdiums: | Poles: | Voltes ràpides: | Punts: |
| ------- | ---------- | -------- | ------ | --------------- | ------ |
| 5       | 0          | 0        | 0      | 0               | 0      |